# Бурмот (князь)
Бурмо́т (Бурмат, Бурмант; коми-пермяц. Бурморт) — воевода, сотник коми-пермяцкого князя Михаила Ермолаевича, правителя Великопермского княжества.

## Этимология имени
Имя Бурмот является русифицированной формой коми имени Бурморт, означающего «хороший человек».

## Летописные сведения
Согласно Вычегодско-Вымской летописи Бурмот участвовал в обороне Перми Великой как один из 5 воевод пермского князя Михаила Ермолаевича во время Чердынского похода московских войск под руководством стародубского князя Фёдора Пёстрого в 1472.

## Землевладения
Согласно предположению пермского историка Г. А. Бординских Бурмот был представителем коми-пермяцкой племенной аристократии (эксаем) и наследственно управлял частью территории Великопермского княжества с центром в городке Покче.

## Семья
Потомками Бурмота считают себя представители древнего чердынского рода Бурмантовых.

## Бурмот в искусстве
Сотник является одним из основных персонажей романа А. В. Иванова «Сердце Пармы». В экранизации романа его роль сыграл актёр Владимир Любимцев.